# 蘇里特區
蘇里特區（西班牙語：Distrito de Zurite），是秘魯的一個區，位於該國南部庫斯科大區的安塔省，始建於1857年1月2日，面積52.33平方公里，海拔高度3,391米，2005年人口3,975，人口密度每平方公里76人。